# 同時履行の抗弁権
同時履行の抗弁権（どうじりこうのこうべんけん）とは、双務契約の当事者の一方は、相手方がその債務の履行を提供するまでは、自己の債務の履行を拒むことができるとする権利（抗弁権）（民法第533条）。双務契約には、当事者の公平を図るという観点から、一方の債務の履行と他方の債務の履行は互いに同時履行の関係に立つという履行上の牽連関係（けんれんかんけい）が認められるという点に根拠をもつ。
- 日本の民法について以下では、条数のみ記載する。

## 概説
売買契約の売主と買主のように双務契約では当事者が相互に依存する債務を負担しているが、いずれが先に履行すべきか約定がない場合がある。このような場合に相手方から履行の請求を受けても、相手方が債務を履行するまでは、自己の債務の履行を拒絶できる権利（履行拒絶権）が同時履行の抗弁権である。同時履行の抗弁権に基いて履行を拒絶している場合には履行遅滞の責任も生じない。
同時履行の抗弁権は当事者間の衡平や取引の簡易・迅速な処理などを考慮した制度で、双方の両債務の履行上の牽連関係に基づく。
同時履行の抗弁権と類似の機能を持つ権利に留置権がある。物に関する債権の場合には、留置権の要件も満たせば、いずれでも主張できるが、留置権と異なり、同時履行の抗弁権には第三者への対抗力、不可分性、競売の申立権、代担保の提供による消滅請求はない。

## 同時履行の抗弁権の要件
同時履行の抗弁権が成立するには以下の要件が必要となる（533条）。
- 同一の双務契約から発生した二つの債務が存在すること。
  - 2017年の改正民法で「債務の履行に代わる損害賠償の債務」も同時履行の抗弁権の対象になることが明文化された（2020年4月1日施行）[1]。改正により533条で整理されたため担保責任としての損害賠償債務について規定していた旧571条及び旧634条2項は削除された[1]。
  - 双務契約ではないその他の場合にも公平の観点で同時履行の抗弁権が認められる場合がある。
    - 贈与契約は双務契約ではないが受贈者に負担がある負担付贈与には類似の関係が存在するため双務契約の規定が準用される（553条）。
    - その他の事例については下記の判例を参照
- 双方の債務が弁済期にあること。

当事者の一方が先履行の義務を負っている場合に、不安の抗弁を認めるべきかといった解釈上の問題を生じる（後述）。
- 相手方が債務の履行および弁済の提供をしないで履行の請求をしてきたこと。

一度弁済の提供がなされた場合などに解釈上の問題が生じる。

### 同時履行の抗弁権が認められる場合
判例で同時履行の抗弁権が成立するとされる法律関係には以下のような場合がある。
- 債務の弁済と受取証書の交付義務（大判昭和16・3・1民集20巻163頁）
- 借地借家法上の建物買取請求権が行使された場合の土地明渡義務と代金支払義務（大判昭和9・6・15民集13巻1000頁）
- 未成年者の家屋譲渡契約を取り消したことによる原状回復義務（最判昭和28年･6･16）。
- 契約の無効・取消によって生じる両当事者の不当利得返還義務（最判昭和47・9・7民集26巻7号1327頁）

### 同時履行の抗弁権が認められない場合
判例で同時履行の抗弁権の成立が否定される法律関係には以下のような場合がある。
- 借地借家法上の造作買取請求権が行使された場合の建物明渡義務と代金支払義務（最判昭和29・7・22民集8巻7号1425頁）

### 不安の抗弁の問題
同時履行の抗弁権の要件として、双方の債務が弁済期にあることが必要であるが、契約上の一方当事者の弁済期が先に到来する場合に、相手方の資産の状態が著しく悪くなるなど履行が不確実な状況にある場合にも公平の観点から履行の抗弁を認めるべきかが問題となる。これが不安の抗弁の問題であり、多くの学説は先に履行する義務を負担させることが信義誠実の原則に反することになるような場合には不安の抗弁権が認められるべきとする。
なお、当事者の一方に先に履行する義務がある場合でも、その相手方に破産手続開始決定があったときは期限の利益を失うので（137条1号）、先履行義務者は履行拒絶権を行使できるとされている。

## 同時履行の抗弁権の効果

### 存在効
同時履行の抗弁権は履行遅滞の違法性阻却事由に当たるとされている。
同時履行の抗弁権は当事者間の衡平等に基づくため、債務者が履行遅滞責任を免れるのは、抗弁権の行使があった時からではなく債務者が通常なら履行遅滞に陥るべき時からである。また、同時履行の抗弁権が存在していれば相手方からの相殺は妨げられる(505条1項但書)。これを同時履行の抗弁権の存在効という。
訴訟の際に、相手の履行遅滞を主張して解除等を求める者は、主張から相手方の同時履行の抗弁権が見えている場合には、相手方の同時履行の抗弁権の不存在を主張しなければ、主張自体失当とするのが判例である。

### 行使効
自己の債務の履行を提供しない当事者が相手方に履行請求訴訟を提起し、相手方が抗弁として同時履行の抗弁権を主張した場合、原告敗訴になるのではなく引換給付判決がなされる（大審院明治44年12月11日判決民録17輯772頁）。このように、権利抗弁として主張し、引換給付判決の出る効果を同時履行の抗弁権の行使効という。ただし、原告の債務の履行期が未到来の場合や、被告が予め履行拒絶の意思を明確にしていた場合には同時履行の抗弁権は認められない。
この引換給付判決を執行するときは、債権者の側が反対給付の履行又は履行の提供があったことを証明しなければ、執行を開始することができない（民事執行法第31条1項）。また、意思表示をすべきことを債務者に命ずる引換給付の判決は、債権者が反対給付又はその提供のあったことを証する文書を提出しなければ、執行文が付与されない（174条2項）。

## 留置権との違い
同時履行の抗弁権に類似するものに留置権がある。留置権も同時履行の抗弁権と同様に公平を図るという原理に基づき、履行拒絶の権利を持つ。したがって、同じ場面で同時履行の抗弁権と留置権のどちらも主張し得る場合もある（その場合はいずれを主張しても同じ引換給付判決が得られる）。しかし、同時履行の抗弁権は債権法において認められる権利であるのに対し、留置権は物権法において認められる権利であり、両者ではその取扱いが異なる点も多い。以下に主要な相違点を挙げる。
- 行使の原因

同時履行の抗弁権は、当該契約上の反対債権あるいはそれに準ずる債権のみに限られる。留置権は物に関して生ずれば契約に限定されない（事務管理・不当利得・不法行為に基づく債権であってもよい）。
- 拒絶できる内容、権利の目的

同時履行の抗弁権は、債務の履行を拒絶するものであるから制限がない。留置権は物（動産・不動産）の引渡しのみ拒絶できる。
- 行使可能な相手方

同時履行の抗弁権は当該契約の相手方にのみ主張できる。留置権は全ての第三者に対して主張できる。
ただし同時履行の抗弁権も、債権譲渡で譲渡人が譲渡の通知をしたにとどまるとき、債務者は譲受人からの履行の請求を拒絶することが可能である（468条2項）。
- 代担保の提供による消滅

同時履行の抗弁権は不可。留置権は可。
- 不可分性

同時履行の抗弁権は給付が可分な場合には不履行部分に応じた抗弁権が存在することになる。留置権には常に不可分性がある。
- 競売申立権

同時履行の抗弁権は不可。留置権は可（民事執行法195条）。